# Траніш
Траніш (рум. Traniș) — село у повіті Селаж в Румунії. Входить до складу комуни Непрадя.
Село розташоване на відстані 387 км на північний захід від Бухареста, 25 км на північний схід від Залеу, 65 км на північ від Клуж-Напоки.

## Населення
За даними перепису населення 2002 року у селі проживали 405 осіб. Усі жителі села рідною мовою назвали румунську.
Національний склад населення села:
| Національність | Кількість осіб | Відсоток |
| -------------- | -------------- | -------- |
| румуни         | 399            | 98,5%    |
| цигани         | 6              | 1,5%     |